# Marek Cebula
Marek Jerzy Cebula (ur. 30 listopada 1965 w Gubinie) – polski polityk, przedsiębiorca i samorządowiec, poseł na Sejm VI kadencji, w latach 2010–2023 burmistrz Krosna Odrzańskiego, od 2023 wojewoda lubuski.

## Życiorys
Ukończył studia z zakresu gospodarki leśnej na Wydziale Leśnym Akademii Rolniczej w Poznaniu (z tytułem zawodowym magistra inżyniera leśnictwa). Przez kilka miesięcy pracował w nadleśnictwie, następnie od 1992 do 2007 prowadził własną działalność gospodarczą. Współtworzył Stowarzyszenie Inicjatyw Społecznych „SKARPA”. W latach 2002–2006 był radnym Krosna Odrzańskiego (z listy komitetu „Platforma Sprawiedliwości”), następnie przez rok zasiadał w radzie powiatu krośnieńskiego. W 2006 bezskutecznie ubiegał się o stanowisko burmistrza miasta i gminy Krosno Odrzańskie (jako kandydat niezależny).
W wyborach parlamentarnych w 2007 z ramienia Platformy Obywatelskiej uzyskał mandat poselski, otrzymując w okręgu lubuskim 5734 głosy.
W drugiej turze wyborów samorządowych w 2010 został wybrany na urząd burmistrza Krosna Odrzańskiego. 14 grudnia tego samego roku został zaprzysiężony na tym stanowisku. 25 marca 2012 odbyło się referendum odwoławcze burmistrza i rady miejskiej, które z powodu niskiej frekwencji (14,6%) okazało się nieważne. W 2014 i 2018 w pierwszych turach kolejnych wyborów samorządowych z powodzeniem ponownie ubiegał się o reelekcję na urząd burmistrza.
W wyborach w 2023 bezskutecznie kandydował do Sejmu z listy Koalicji Obywatelskiej. W grudniu tego samego roku powołany na stanowisko wojewody lubuskiego.